# Stegodyphus bicolor
Espèce
Synonymes
- Eresus bicolor O. Pickard-Cambridge, 1869
- Stegodyphus canus Purcell, 1904
- Stegodyphus filimaculatus Lawrence, 1927

Stegodyphus bicolor est une espèce d'araignées aranéomorphes de la famille des Eresidae.

## Distribution
Cette espèce se rencontre en Afrique du Sud au Cap-du-Nord, au Botswana et en Namibie,.

## Publication originale
- O. Pickard-Cambridge, 1869 : Descriptions and sketches of some new species of Araneida, with characters of a new genus. Annals and Magazine of Natural History, sér. 4, vol. 3, p. 52-74 (texte intégral).